# Neurogenia laticeps
Neurogenia laticeps är en stekelart som beskrevs av Pierre L. G. Benoit 1955. Neurogenia laticeps ingår i släktet Neurogenia och familjen brokparasitsteklar. Inga underarter finns listade i Catalogue of Life.